# Helena Barlow
Pour les articles homonymes, voir Barlow.
Helena Barlow est une actrice anglaise née le 5 septembre 1998. Elle est connue pour avoir joué le rôle de Rose Granger-Weasley dans Harry Potter et les Reliques de la Mort, partie 2.

## Biographie
Elle est née en Angleterre et vit actuellement à Londres avec ses parents, un frère et deux sœurs. Elle se passionne pour la danse moderne jazz.

## Filmographie
- 2011 : Horrid Henry: The movie, de Nick Moore : Sour Susan
- 2011 : Harry Potter et les Reliques de la Mort, partie 2, de David Yates : Rose Granger-Weasley
- 2012 : De grandes espérances (Great Expectations), de Mike Newell : Estella jeune
- 2013 : Harriet and the Matches, de Miranda Howard-Williams : Harriet (voix)